# つつじが丘 (名張市)
つつじが丘（つつじがおか）は、三重県名張市にある地名。ニュータウンが造成された。

## 概要
1976年（昭和51年）に大倉建設により造成が開始された。 総区画数は約4,400区画、計画人口は約17,600人。 実世帯数は4,117世帯、人口は9,627人。
現在、つつじが丘小学校、南中学校の2校の学校が存在する。

## 地形
海抜300m - 400mの間の山にあり、坂が急である。

## 交通
- 近鉄名張駅
- 三重交通つつじが丘循環（1時間に6 - 4本程度）